# Janne Grönvall
Janne Grönvall (* 17. Juli 1973 in Rauma) ist ein ehemaliger finnischer Eishockeyspieler und jetziger -trainer.

## Karriere
Janne Grönvall begann seine Karriere als Eishockeyspieler in seiner Heimatstadt im Nachwuchsbereich von Lukko Rauma, für dessen Profimannschaft er in der Saison 1989/90 sein Debüt in der SM-liiga gab, wobei er in fünf Spielen punkt- und straflos blieb. In der folgenden Spielzeit, seiner ersten kompletten im professionellen Eishockey, erzielte der Verteidiger in 40 Spielen zwei Tore und gab acht Vorlagen, woraufhin er als Rookie des Jahres die Auszeichnung Jarmo Wasaman muistopalkinto erhielt. Im Sommer 1992 wechselte der Junioren-Nationalspieler zu Lukkos Ligarivalen Tappara Tampere, für den er in den folgenden zwei Jahren auf dem Eis stand, ehe er gegen Ende der Saison 1993/94 von den Toronto Maple Leafs nach Nordamerika beordert wurde, die ihn zuvor bereits im NHL Entry Draft 1992 in der fünften Runde als insgesamt 101. Spieler ausgewählt hatten. In seinen ebenfalls zwei Jahren im Franchise Torontos lief er jedoch ausschließlich für dessen Farmteam aus der American Hockey League, die St. John’s Maple Leafs, auf. 
Im Sommer 1996 kehrte Grönvall in seine finnische Heimat zurück, in der er die folgenden sieben Spielzeiten bei seinem Ex-Club Tappara Tampere verbrachte. Mit Tappara gewann der Linksschütze in der Saison 2002/03 erstmals die Finnische Meisterschaft, nachdem er in den beiden Jahren zuvor jeweils mit seiner Mannschaft im Playoff-Finale gescheitert war. Nach diesem Erfolg unterschrieb er bei Färjestad BK aus der schwedischen Elitserien, mit dem er in zwei Spielzeiten zweimal Vizemeister wurde. Unterlegen war der Finne mit seiner Mannschaft dem HV71 sowie anschließend dem Frölunda HC. Im Anschluss kehrte er zum dritten Mal nach Tampere zu Tappara zurück, wo er bis 2009 spielte. Für die Saison 2009/10 wurde er von den Krefeld Pinguinen aus der Deutschen Eishockey Liga verpflichtet. In 45 Spielen bereitete er für Krefeld sieben Tore vor. Anschließend beendete er seine aktive Karriere.
Seit der Saison 2011/12 ist Grönvall Assistenztrainer bei den U20-Junioren von Tappara Tampere. 

### International
Für Finnland nahm Grönvall an den Junioren-Weltmeisterschaften 1991, 1992 und 1993, sowie der Weltmeisterschaft 2001 teil.

## Erfolge und Auszeichnungen
| - 1991 Jarmo Wasaman muistopalkinto (Bester Rookie der SM-liiga) - 1995 AHL All-Star Classic - 1996 AHL All-Star Classic - 2001 Finnischer Vizemeister mit Tappara Tampere - 2001 SM-liiga All-Star-Team | - 2002 Finnischer Vizemeister mit Tappara Tampere - 2003 Finnischer Meister mit Tappara Tampere - 2004 Schwedischer Vizemeister mit Färjestad BK - 2005 Schwedischer Vizemeister mit Färjestad BK |

### International
- 1992 All-Star-Team bei der Junioren-Weltmeisterschaft
- 1993 Bester Verteidiger bei der Junioren-Weltmeisterschaft
- 1993 Second All-Star-Team bei der Junioren-Weltmeisterschaft
- 2001 Silbermedaille bei der Weltmeisterschaft